# Emblem3
Emblem3 es una banda de pop-rock ý soft rock. estadounidense formada en Sequim, Washington en 2007. Más tarde se trasladaron a Huntington Beach, California para perseguir su carrera. Formado por los hermanos Wesley Stromberg, Keaton Stromberg y su amigo Drew Chadwick, firmaron con el sello discográfico de Simon Cowell Syco Music y Columbia Records, después de terminar cuarto en la segunda temporada de The X Factor USA.
Su primer sencillo después de haber sido firmado, «Chloe (You're the One I Want)», fue lanzado el 15 de abril de 2013, y su álbum debut, titulado Nothing to Lose, fue lanzado el 30 de julio de 2013. El día viernes 20 de junio, Drew Chadwick dejó la banda para comenzar su carrera solista. De todos modos, Drew volvió a la banda a principios de noviembre, actualmente están juntos.

## Carrera

### 2012:The X Factor
En 2012, Emblem3 audicionó en San Francisco para la segunda temporada de The X Factor USA, cantando una canción original llamada "Sunset Boulevard", escrito por Drew. Durante el bootcamp, cantaron "Iris" de Goo Goo Dolls y en las casas de los jueces, cantaron "Every Little Thing She Does Is Magic" de The Police y fueron elegidos por Cowell para los shows en vivo a pesar de un error en su interpretación.
Emblem3 cantó "One Day" de Matisyahu durante su primer show en vivo el 31 de octubre. Además fueron seleccionados como el primer grupo en entrar en el top doce por Simon Cowell. En el segundo show en vivo el 7 de noviembre, el grupo realizó un mashup de "My Girl" de the Temptations y "California Gurls" de Katy Perry con "What Makes You Beautiful" de One Direction como la pista de fondo. Después del segundo show en vivo el grupo ocupó el sexto lugar con base en los votos de los fanes y pasando a los shows en vivo de la siguiente semana. En el tercer show en vivo, cantaron "No One" de Alicia Keys y ocuparon el cuarto lugar por los votos de los fanes que pasaron a la quinta semana. En el cuarto show en vivo el 21 de noviembre de 2012, cantaron "Secrets" de OneRepublic y ocuparon de nuevo el cuarto lugar por el público estadounidense. Para el quinto show en vivo, cantaron "I'm a Believer" de The Monkees y ocuparon el tercer lugar, la diferencia entre el segundo lugar y ellos fue inferior a 1%. En el sexto show en vivo, el grupo interpretó dos canciones. La primera de canción, fue elegida por su mentor, y fue "Just the Way You Are" de Bruno Mars. La segunda canción, elegida por los fanes en el Pepsi Challenge, fue "Forever Young" de Alphaville. El grupo una vez más ocupó el tercer lugar general por los votos de los fanes. En las semifinales, cantaron "Baby, I Love Your Way" de Peter Frampton como su propia elección y "Hey Jude" de The Beatles como elección de Cowell. Fueron eliminados en los resultados del show y quedaron en cuarto lugar.

#### Actuaciones enThe X Factor
Emblem3 cantó las siguientes canciones en The X Factor:
| Show                | Tema                      | Canción                                              | Artista original                         | Orden                             | Resultado                 |
| ------------------- | ------------------------- | ---------------------------------------------------- | ---------------------------------------- | --------------------------------- | ------------------------- |
| Audición            | Elección Libre            | "Sunset Blvd"                                        | Emblem3                                  | —                                 | Avanzan a talleres        |
| Talleres 1          | Actuación solista         | "Iris"                                               | Goo Goo Dolls                            | Avanzan a talleres 2              |                           |
| Talleres 2          | Actuación en grupo        | No se emitió                                         | No se emitió                             | Avanzan a talleres 3              |                           |
| Talleres 3          | Actuación a dúo           | No se emitió                                         | No se emitió                             | Avanzan a las casas de los jueces |                           |
| Casas de los jueces | Elección Libre            | "Every Little Thing She Does Is Magic"               | The Police                               | Avanzan a los shows en vivo       |                           |
| Semana 1            | Made in America           | " One Day"                                           | Matisyahu                                | 16                                | Salvados por Simon Cowell |
| Semana 2            | Canciones de películas    | "My Girl/California Gurls /What Makes You Beautiful" | The Temptations/Katy Perry/One Direction | 4                                 | Salvados (6°)             |
| Semana 3            | Divas                     | "No One"                                             | Alicia Keys                              | 11                                | Salvados (4°)             |
| Semana 4            | Dar Gracias               | "Secrets"                                            | OneRepublic                              | 3                                 | Salvados (4°)             |
| Semana 5            | Numberos uno              | "I'm a Believer"                                     | The Monkees                              | 8                                 | Salvados (3°)             |
| Semana 6            | Unplugged                 | "Just the Way You Are"                               | Bruno Mars                               | 2                                 | Salvados (3°)             |
| Semana 6            | Canciones Pepsi Challenge | "Forever Young"                                      | Alphaville                               | 8                                 | Salvados (3°)             |
| Semifinal           | Elección del concursante  | "Baby, I Love Your Way"                              | Peter Frampton                           | 3                                 | Eliminados (4°)           |
| Semifinal           | Sin tema                  | "Hey Jude"                                           | The Beatles                              | 7                                 | Eliminados (4°)           |

### 2013-presente:Nothing to Lose
El grupo comenzó a grabar su álbum debut, Nothing to Lose, en diciembre de 2012. Fue lanzado el 30 de julio de 2013. El primer sencillo del álbum es «Chloe (You're the One I Want)».
El grupo fue telonero de Selena Gomez en su tour Stars Dance Tour a partir de agosto de 2013. 
Realizaron su propio tour "#Bandlife", el cual, solo abarcó el continente Norteamericano.

## Miembros

### Miembros actuales
- Wesley Stromberg - voz, guitarra, bongó.
- Keaton Stromberg - voz, bajo, guitarra de fondo.
- Drew Chadwick - voz principal (rap), guitarra.

## Discografía

### Álbumes de estudio
| Título          | Detalles del álbum                                                                                                   | Posiciones en listas | Posiciones en listas | Posiciones en listas |
| Título          | Detalles del álbum                                                                                                   | CAN                  | US                   | NZ                   |
| --------------- | --- | -------------------- | -------------------- | -------------------- |
| Nothing to Lose | - Publicado: 30 de julio de 2013 - Sello discográfico: Columbia Records, Syco Music - Formatos: CD, Descarga digital | 8                    | 7                    | 21                   |

### Sencillos
| Año  | Canción                         | Posiciones en las listas | Posiciones en las listas | Posiciones en las listas | Posiciones en las listas | Posiciones en las listas | Posiciones en las listas | Ventas            | Álbum           |
| Año  | Canción                         | CAN                      | US                       | Airplay                  | Heat                     | Pop                      | KR                       | Ventas            | Álbum           |
| ---- | ------------------------------- | ------------------------ | ------------------------ | ------------------------ | ------------------------ | ------------------------ | ------------------------ | ----------------- | --------------- |
| 2013 | «Chloe (You're the One I Want)» | 87                       | 93                       | 26                       | 7                        | 25                       | 93                       | - EE. UU.:330 000 | Nothing to Lose |
| 2013 | «3000 Miles»                    | —                        | —                        | 83                       | —                        | —                        | —                        |                   | Nothing to Lose |

## Premios y nominaciones
| Año  | Premio                    | Categoría                         | Trabajo                       | Resultado |
| ---- | ------------------------- | --------------------------------- | ----------------------------- | --------- |
| 2013 | Teen Choice Awards        | Elección Música: Grupo Revelación | Emblem3                       | Ganadores |
| 2014 | Radio Disney Music Awards | "Best Crush Song"                 | Chloe (You're The One I Want) | Nominados |
| 2014 | Radio Disney Music Awards | "Best Music Group"                | Emblem3                       | Nominados |